# Chiesa di San Giacomo (Lecce)
La chiesa di San Giacomo è una chiesa barocca di Lecce che sorge in prossimità della torre del Parco. È anche conosciuta con il titolo di San Pasquale al Parco.

## Storia
L'origine della chiesa risale alla fine del XIV secolo, quando Raimondo Orsini Del Balzo edificò una piccola cappella dedicata a san Giacomo apostolo. Successivamente, durante la metà del Quattrocento venne rivisitata e ampliata dal figlio Giovanni Antonio, il quale istituì nel 1448 la fiera di san Giacomo. Nella seconda metà del Quattrocento, Ferrante I d'Aragona fece costruire accanto alla chiesa un convento, il quale fu ceduto da Filippo III di Spagna ai padri conventuali, nel 1614. La chiesa venne costruita nelle forme attuali tra il 1677 e il 1679 dagli alcantarini.
Gli alcantarini furono soppressi nel 1809 ed andarono via dal convento, poi ritornarono e stettero fino al 1898 per curare i servizi della chiesa. Smesso di essere convento, tutto il complesso diventò lazzaretto, poi ospizio dei poveri, infermeria presidiaria ed infine ospedale psichiatrico.

## Descrizione

### Esterno
La sobria facciata in pietra leccese è divisa in tre ordini. Il primo, spartito in tre zone da lisce paraste, presenta un ampio portale sormontato da un architrave, sul quale una nicchia accoglie la statua di san Giacomo. L'ordine superiore ospita una piccola finestra centrale, mentre il terzo, raccordato al secondo da semplici volute, termine con uno slanciato frontone.

### Interno
L'interno, con un semplice impianto planimetrico a navata unica e a croce latina, presenta quattro altari seicenteschi ai lati. Il piano calpestabile è caratterizzato da un ottocentesco pavimento maiolicato. Di notevole rilievo artistico sono alcune tele dell'età barocca, come la Predica di San Giacomo di Giuseppe Simonelli sull'altare maggiore, al quale possono essere attribuiti anche il San Pasquale Baylon sull'altare destro del transetto e il San Giuseppe con il Bambino nella cappella destra; mentre il San Pietro d'Alcantara in estasi sull'altare sinistro del transetto vanta un'attribuzione tradizionale (ma non del tutto concordata allo stato attuale) a Luca Giordano.